# Altea (Hiszpania)
Altea – miasto w Hiszpanii, we wspólnocie autonomicznej Walencja. W 2007 liczyło 22 648 mieszkańców. Dojazd z Alicante zapewnia linia tramwajowa FGV.

## Współpraca
Miejscowości partnerskie:
- Sherborne, Wielka Brytania
- Bad Kötzting, Niemcy
- Bellagio, Włochy
- Bundoran, Irlandia
- Chojna, Polska
- Granville, Francja
- Holstebro, Dania
- Houffalize, Belgia
- Judenburg, Austria
- Karkkila, Finlandia
- Kőszeg, Węgry
- Marsaskala, Malta
- Meerssen, Holandia
- Niederanven, Luksemburg
- Oxelösund, Szwecja
- Preny, Litwa
- Preweza, Grecja
- Sesimbra, Portugalia
- Türi, Estonia
- Sigulda, Łotwa
- Sušice, Czechy
- Zwoleń, Słowacja